# Alan Mills (tennis)
Pour les articles homonymes, voir Alan Mills et Mills.
Alan Ronald Mills, né le 6 novembre 1935 à Stretford et mort le 18 janvier 2024, est un joueur puis officiel de tennis britannique.

## Carrière
Alan Mills est huitième de finaliste à Wimbledon en 1959 où il perd contre Rod Laver (6-3, 3-6, 6-3, 6-4). Il bat au premier tour le vétéran Jaroslav Drobný (14-12, 3-6, 10-8, 8-6), vainqueur cinq ans plus tôt. Il réédite sa performance londonienne en 1962 où il se distingue au 3e tour avec une victoire sur Nicola Pietrangeli (6-4, 2-6, 4-6, 7-5, 6-1). En 1966, il est demi-finaliste en double avec Mark Cox.
Finaliste à Cannes et Moscou en 1961 et vainqueur la même année de Rod Laver à Hurlingham, il a remporté une trentaine de tournois secondaires en Angleterre, au Pays de Galles et en Écosse. En 1965, il s'impose au championnat des Pays-Bas sur courts couverts à Zuidlaren contre Bobby Wilson.
Il a été sélectionné à trois reprises en équipe de Grande-Bretagne de Coupe Davis. La première fois, en 1959, il bat le Luxembourgeois Joseph Offenheim sur le score de 6-0, 6-0, 6-0. En 1964, il remporte un double contre l'Autriche avec Mike Sangster.
Après six ans passé comme assistant de Fred Hoyles, il devient en 1983 juge-arbitre du tournoi de Wimbledon et reste en poste jusqu'en 2005.
Il est décoré Ordre de l'Empire britannique en 1996 et Commandeur de l’Empire britannique en 2006.

## Parcours dans les tournois duGrand Chelem

### En simple
| Année | Open d'Australie | Open d'Australie | Internationaux de France | Internationaux de France | Wimbledon       | Wimbledon       | US Open        | US Open         |
| ----- | ---------------- | ---------------- | ------------------------ | ------------------------ | --------------- | --------------- | -------------- | --------------- |
| 1955  | —                | —                | —                        | —                        | 1er tour (1/64) | Jack Arkinstall | —              | —               |
| 1956  | —                | —                | —                        | —                        | 2e tour (1/32)  | Abe Segal       | —              | —               |
| 1957  | —                | —                | —                        | —                        | 3e tour (1/16)  | Don Candy       | —              | —               |
| 1958  | —                | —                | 2e tour (1/32)           | Pierre Darmon            | 2e tour (1/32)  | Warren Jacques  | —              | —               |
| 1959  | —                | —                | 3e tour (1/16)           | Neale Fraser             | 1/8 de finale   | Rod Laver       | —              | —               |
| 1960  | —                | —                | —                        | —                        | 3e tour (1/16)  | Luis Ayala      | —              | —               |
| 1961  | —                | —                | 2e tour (1/32)           | Eduardo Soriano          | 1er tour (1/64) | Osamu Ishiguro  | —              | —               |
| 1962  | —                | —                | 3e tour (1/16)           | Martin Mulligan          | 1/8 de finale   | Rafael Osuna    | —              | —               |
| 1963  | —                | —                | —                        | —                        | 2e tour (1/32)  | Jaidip Mukerjea | 2e tour (1/32) | David Sanderlin |
| 1964  | —                | —                | —                        | —                        | 1er tour (1/64) | Billy Knight    | —              | —               |
| 1965  | —                | —                | —                        | —                        | 2e tour (1/32)  | Ken Fletcher    | —              | —               |
| 1966  | —                | —                | —                        | —                        | 1er tour (1/64) | Tom Okker       | —              | —               |
| 1967  | —                | —                | —                        | —                        | —               | —               | —              | —               |
| 1968  | —                | —                | —                        | —                        | 1er tour (1/64) | Roger Taylor    | —              | —               |
| 1969  | —                | —                | —                        | —                        | 1er tour (1/64) | Ingo Buding     | —              | —               |

N.B. : à droite du résultat se trouve le nom de l'ultime adversaire.